# Castione Andevenno
Castione Andevenno (Castiùn in dialetto valtellinese) è un comune italiano di 1 586 abitanti della provincia di Sondrio in Lombardia, situato a ovest del capoluogo.
Piccolo paese alle porte di Sondrio situato in una conca immersa nei vigneti.
Si estende dal fondovalle, dove lambisce le rive dell'Adda, fino allo spartiacque con la Val Torreggio, in comune di Torre di Santa Maria. La quota massima del territorio corrisponde alla cima del Monte Rolla, 2272 m s.l.m.
La popolazione era storicamente occupata in agricoltura e allevamento del bovino da latte. L'allevamento del bestiame (bruno alpina) costringeva la popolazione a una stagionale transumanza per garantire il pascolo. L'inverno trascorreva in paese, la primavera e l'autunno alla media quota di maggengo e l'estate in montagna.
Fino agli anni sessanta la popolazione occupava la zona compresa tra la quota del vigneto e il bosco ceduo. La fascia popolata è compresa tra il fondovalle e la quota del vigneto.

## Storia
Il paese si sviluppò inizialmente sulla riva destra del torrente Bocco, a partire dalla contrada di Andevenno, già citata nel Codice diplomatico longobardo (992 d.C.) e in alcuni atti notarili dell'XI secolo.
Tra il 1118 e il 1127, anni della guerra fra Como e Milano, molta gente del Comasco si rifugiò in Valtellina; ad Andevenno di stanziarono la Famiglia Paravicini e la Famiglia de' Capitanei, già proprietaria di Sondrio, Ardenno e della Valmalenco.
I de' Capitanei fecero erigere e fortificare su un'altura vicino ad Andevenno il "Castiglione", così chiamato perché di dimensioni inferiori rispetto al Castel Masegra, simbolo del potere di tale famiglia a Sondrio. È però certo che da quella fortificazione derivò il nome di Castione, che più tardi ne diverrà poi il centro principale. Conosciuto anche con il nome di "Castel Leone", oggi ne sopravvivono i resti presso la ex chiesa di San Rocco.

### Simboli
Lo stemma e il gonfalone del comune sono stati concessi con decreto del presidente della Repubblica del 13 giugno 2013.
(D.P.R. 13 giugno 2013)
In precedenza lo stemma era blasonato: fasciato di quattro pezzi di rosso e argento, le pezze del secondo cariche di tre rocchi del primo posti 2,1; nel capo d'argento, al castello di rosso, turrito di un pezzo aperto e finestrato del campo, fondato sulla partizione, accompagnato ai lati da due rocchi del secondo.
Il gonfalone è un drappo di bianco con la bordatura di rosso.

## Società

### Evoluzione demografica
Abitanti censiti